# كود البناء السعودي
كود البناء السعودي هو مجموعة الاشتراطات والمتطلبات وما يتبعها من أنظمة ولوائح تنفيذية وملاحق متعلقة بالبناء والتشييد لضمان السلامة والصحة العامة.

## الهدف من الكود
يهدف الكود إلى وضع الحد الأدنى من الاشتراطات والمتطلبات التي تحقق السلامة والصحة العامة من خلال متانة واستقرار وثبات المباني والمنشآت وسبل الوصول إليها وتوفير البيئة الصحية والإضاءة والتهوية الكافية، وترشيد المياه وحماية الأرواح والممتلكات من أخطار الحريق وغيره من المخاطر المرتبطة بالمباني.

## الإطار العام لكود البناء السعودي
تنفيذاً لقرار مجلس الوزراء السعودي رقم (279) وتاريخ 8/11/1425 هـ باعتماد الإطار العام لكود البناء السعودي تم إخراج الكود في مصنفين أساسيين هما:
- الأول: الاشتراطات ويرمز لها بالحروف (ك.ب.س)، وتتضمن الحد الأدنى المطلوب من المعايير الهندسية للتصميم والتشييد والتشغيل والصيانة التي تم استنباطها وصياغتها بما يتوافق مع المتطلبات والأنظمة المعمول بها في المملكة.
- الثاني: المتطلبات ويرمز لها بالحروف (S.B.C) وتتضمن تفاصيل التصميم، وطرائق التشييد.[2]

## وصلات خارجية
- الموقع الإلكتروني.